# Nianfo
Nianfo betekent letterlijk de "gedachtevolheid van Boeddha". Deze term komt vaak voor in het Zuiver Land-boeddhisme van het Mahayana boeddhisme. Het refereert aan het prijzen van Amitabha Boeddha als een vorm van devotie. De originele Sanskriet zin zou Namo Amitabhaya Buddhaya zijn, wat "Ik vertrouw de Boeddha van onmeetbare licht" of "Hulde aan de Boeddha van onmeetbare licht" betekent.
Door de jaren heen is de uitspraak van deze Sanskriet zin in de Aziatische landen veranderd. Voorbeelden zijn:
| Taal               | Geschreven als                                                         | Fonetisch                                                |
| ------------------ | ---------------------------------------------------------------------- | -------------------------------------------------------- |
| Standaardmandarijn | Traditioneel Chinees: 南無阿彌陀佛 Vereenvoudigd Chinees: 南無阿弥陀佛 | Námó Āmítuó Fó                                           |
| Standaardkantonees | Traditioneel Chinees: 南無阿彌陀佛 Vereenvoudigd Chinees: 南無阿弥陀佛 | Naam Moh Aa Meej T'oh Fat                                |
| Japans             | Kanji: 南無阿弥陀仏 Hiragana: なむ あみだ ぶつ                         | Namu Amida Butsu                                         |
| Koreaans           | 나무아미타불                                                           | Namu Amita Bul                                           |
| Vietnamees         | Nam mô A di đà Phật                                                    | Nammo Ayida Fuk (zuidelijk) Nammo Azida Fut (Noordelijk) |

## Doel
Het doel van nianfo is volgens de Zuiver Land-boeddhisten dat je met het 108 keer herhalen van deze mantra na je dood het Westelijke Paradijs zal bereiken. Om de tel van 108 niet kwijt te raken, bestaat het hulpmiddel boeddhistisch gebedssnoer.